# Going Nowhere Fat
Going Nowhere Fat is een compilatiealbum van het Amerikaanse punklabel Fat Wreck Chords. Het werd uitgegeven op 7 augustus 2015 en was het achtste album uit de Fat Music-serie van het label. Zes van de nummers op het album waren niet eerder uitgegeven. Drie van deze nummers, die van PEARS, Leftöver Crack en Night Birds, zijn later als single uitgegeven of op een album verschenen, waardoor er drie unieke tracks op het album staan, namelijk die van NOFX, Swingin' Utters en Western Addiction.

## Nummers
1. "Modern Shakes" (van Souvenir) - Banner Pilot - 2:31
2. "The Most Beautiful Girl" (van M.I.) - Masked Intruder - 1:54
3. "The Cog In The Machine" (van Hang) - Lagwagon - 3:47
4. "Snowflake" (van "Letters To Memaw") - PEARS - 2:06
5. "Shoot Out The Lights" (van Dirty Rice) - Mad Caddies - 3:20
6. "Straight Up" (van Are We Not Men? We Are Diva!) - Me First and the Gimme Gimmes - 2:59
7. "When It Was Over" (van In This Mess) - toyGuitar - 2:07
8. "Welcome To Hell" (van Bad News) - Get Dead - 2:40
9. "One More Chance" (van Last Chance to Dance) - C. J. Ramone - 1:52
10. "Running On Fumes" (van Peace in Our Time) - Good Riddance - 2:35
11. "Left In The Middle" (van Mutiny at Muscle Beach) - Night Birds - 2:55
12. "Good Enough" (van See the Light) - Less Than Jake - 2:50
13. "Rats In The Walls" (van Transmission.Alpha.Delta) - Strung Out - 3:18
14. "Bury Me" (van Dead Language) - The Flatliners - 2:54
15. "Fond Of, Lost To" (van Sisu) - Darius Koski - 2:29
16. "The Lie Of Luck" (van Constructs of the State) - Leftöver Crack - 3:28
17. "Nightmare" (van Not Sorry) - Bad Cop/Bad Cop - 2:12
18. "Stupid Today" (van "Stupid Today") - Old Man Markley - 2:14
19. "Life's A Long Revenge" (van Poets Were My Heroes) - Morning Glory - 2:07
20. "SF Clits (demo version)" (niet eerder uitgegeven) - NOFX - 2:03
21. "In The Stocks" (van 5-4-3-2-1 - Perhaps?) - Snuff - 2:52
22. "Taking On The Stale Green Light" (niet eerder uitgegeven opname van Poorly Formed) - Swingin' Utters - 1:53
23. "Ex-Humans" (niet eerder uitgegeven opname van Cognicide) - Western Addiction - 2:20
24. "Up On A Motorbike" (van Rats in the Burlap) - The Real McKenzies - 2:02
25. "Monsters" (van Home Street Home: Original Songs from the (S)hit Musical) - Home Street Home - 4:09